# Halo Infinite
Halo Infinite ist ein von 343 Industries und SkyBox Labs entwickeltes Videospiel, das von den Xbox Game Studios für Windows, Xbox One und Xbox Series im Jahr 2021 veröffentlicht wurde. Das Spiel ist der sechste Hauptteil der Halo-Spieleserie. Es setzt die Geschichte der „Reclaimer Saga“ nach Halo 5: Guardians fort. Insgesamt wird Halo Infinite als gelungene Fortsetzung der Spielereihe betrachtet, die bewährte und neue Elemente miteinander verbindet.

## Handlung
Im letzten Teil der Reclaimer Saga konnte die künstliche Intelligenz Cortana andere KI um sich versammeln und zur Rebellion gegen ihre Schöpfer, die UNSC, anstiften. Halo Infinite beginnt im Dezember 2559. Das UNSC-Raumschiff Infinity landet auf der Ringwelt Zeta Halo, gerät bei der Ankunft aber in einen Hinterhalt der Verbannten. Die feindliche Gruppe kontrolliert die dort befindliche Installation 07. Während des Angriffs kann deren Anführer Atriox den Master Chief überraschen, wirft ihn aus der Hangarbucht und überlässt ihn verletzt seinem Schicksal.
Sechs Monate später findet ein Pilot der UNSC den im Weltraum treibenden Master Chief. Der Pilot will zunächst fliehen, Master Chief besteht aber darauf, nach Zeta Halo zurückzukehren. Dort stellen sie fest, dass die Ringwelt durch eine unbekannte Katastrophe zerstört wurde. Auf Zeta Halo findet Master Chief die Waffe, eine KI, die Cortana imitieren soll, um sie zu fangen und zu vernichten. Durch die KI erlebt der Spieler Visionen aus Cortanas Erinnerungen und Gedanken. Master Chief versucht im Folgenden herauszufinden, was auf Zeta Halo und mit Cortana passiert ist. Dabei stellen sich ihm nicht nur die Verbannten in seinen Weg, sondern auch Covenant und weitere Gegner.

## Gameplay

### Einzelspieler
In der Tradition der Halo-Reihe steuert man in dem Ego-Shooter den Master Chief und schlüpft in die motorisierte Rüstung eines Spartaners. Die einzelnen Segmente der Spielwelt können frei erkundet werden, sind aber voneinander abgegrenzt und werden mit zunehmender Spielprogression nach und nach zugänglich.
Der Spieler kann maximal zwei Waffen gleichzeitig mit sich führen. Erledigte Gegner hinterlassen Munition und Waffen, die aufgenommen und benutzt werden können. Neu sind Nachschubkisten mit limitiertem Inhalt, deren Standort man mit Hilfe von Umgebungsscans ermittelt. Der Spieler kann weitere Gegenstände in seiner Umgebung nutzen, wie etwa explodierende Kisten, die man auf Gegner werfen kann (und umgekehrt). Auch neu ist ein einsetzbarer Greifhaken, mit dem man beispielsweise Angriffen ausweichen oder schnell eine größere Distanz zurücklegen kann. Neben Schusswaffen und Gegenständen stehen auch immer wieder unterschiedliche Fahrzeuge zur Verfügung.
Halo Infinite verbindet die Haupt- und Nebenmissionen durch eine halboffene Spielwelt, während die Vorgänger im Vergleich linearer strukturiert waren. Als zusätzliche Aufgabe sind unter anderem mehrere Militärbasen in der Spielwelt verteilt. Sobald alle Gegner einer Basis besiegt wurden, kann diese eingenommen werden und dient fortan als Schnellreisepunkt. Weiterhin kann man andere UNCS-Einheiten unterstützen und retten, Propaganda-Türme der Verbannten zerstören oder Audioaufzeichnungen finden, die zur Erzählung beitragen. Durch erledigte Nebenmissionen verdient sich der Spieler Tapferkeit, womit neue Waffen und Fahrzeuge freigeschaltet werden. Regelmäßige Kontrollpunkte speichern den Spielfortschritt.

### Mehrspieler
Ende des Jahres 2552 greifen die Covenant das Zentrum von London an, wo Laurette Agryna um ihr Leben kämpft. Ein feindliche Patrouille entdeckt sie schließlich, sie wird allerdings von einer Gruppe UNSC-Soldaten gerettet. Sie tritt dem UNSC bei, schafft es in den Rang eines Spartaners und bildet sieben Jahre nach ihrer Rettung die nächste Generation von Soldaten für den Kampf aus.
Halo Infinite verfügt über einen Splitscreen, als Reaktion auf die starke Gegenresonanz wegen der Entfernung im vorherigen Spiel. Im Mehrspielermodus wird Crossplay unterstützt.
Der Mehrspielermodus behält weitgehend das traditionelle Halo-Gameplay bei, mit Slayer, Capture the Flag und anderen Modi, die in den Standardvarianten 4v4 sowie Big Team Battle (12v12) verfügbar sind. In Zukunft sollen neue Modi hinzugefügt werden wie z. B. Tactical Slayer oder Fiesta. In den Seasons sollen auch Events stattfinden mit kostenlosen kosmetischen Anpassungsmöglichkeiten. Neu im Mehrspielermodus sind Fähigkeits-Pickups, die es einem Spieler ermöglichen, eine besondere Fähigkeit für eine begrenzte Anzahl von Malen zu aktivieren.

## Entwicklung
Halo Infinite wurde auf Basis der neuen Slipspace Engine von 343 Industries entwickelt, unterstützend waren aber auch weitere Studios beteiligt. Darunter befanden sich unter anderem Sperasoft und SkyBox Labs. Letzteres war bereits an der Entwicklung von Halo 5: Guardians beteiligt. Die Arbeit am Nachfolger fiel im Vergleich umfangreicher aus und SkyBox Labs steuerte beispielsweise zur Entwicklung von KI, Gameplay und Grafik bei.
Halo Infinite ist zusammen mit Halo Wars 2 der erste Titel der Reihe, der von Anfang auch für den PC mitentwickelt wurde. Die Planungsphase begann im Jahr 2015. Aufbauend auf der Kritik zum Vorgänger, es hätte in dessen Geschichte nicht „genug“ Master Chief gegeben, wurde die Figur wieder stärker in den Mittelpunkt der Handlung gestellt. Ein Ankündigungstrailer wurde am 10. Juni 2018 veröffentlicht. Der Entwickler sagte, dass alle Szenen im Halo-Infinite-Trailer in der Engine liefen. Der E3-2018-Trailer zeigte, dass die Geschichte auf einem Halo-Ring stattfinden wird und zeigte das Design der Mark-VI-Rüstung des Master Chief.
Vor der Veröffentlichung gab es eine Beta. Bei der E3 2019 wurde Halo Infinite als Starttitel für die Xbox Series X angekündigt. Im Juli 2020 zeigte Microsoft ein neunminütiges Video, das erstmals umfangreicher Spielszenen, Waffen, Fahrzeuge und ähnliches vorstellte. Die anschließende Kritik konzentrierte sich aber im Wesentlichen auf die als mangelhaft empfundene Grafik. Im August 2020 wurde der Releasetermin allerdings auf das Jahr 2021 verschoben. Außerdem wurde im Oktober 2020 bekannt, dass der vormalige Director Chris Lee das Entwicklerteam verlassen habe.

## Rezeption
Halo Infinite bekam vorwiegend gute Kritiken. Laut Wertungsaggregator Metacritic erreicht das Spiel für XBox Series 87 von 100 Punkten, aufbauend auf 98 Kritiken. Aus 5567 Nutzerbewertungen ergibt sich mit 7,9 aus 10 Punkten ein niedrigerer Stand. Der Titel belegt im Erscheinungsjahr den ersten Platz der „Most Discussed Xbox Series X Games“ (September 2023). Im Katalog von MobyGames hat der Titel einen „Moby Score“ von 8,3. Basierend auf 20 Kritikermeinungen ergibt sich eine durchschnittliche Bewertung von 87 %. Der separat geführte Multiplayer kommt auf 7,4 beziehungsweise 79 % (September 2023). Insgesamt überzeuge der Titel insbesondere durch Spielmechanik und Technik. Die offene Spielwelt sei einerseits eine gelungene Neuerung, biete anderseits aber hauptsächlich Standardkost. Die Geschichte falle selbst für Kenner der Reihe verwirrend aus.
Für 4Players hält Mathias Oertel fest, dass Halo Infinite die „bewährte Mechanik […] sinnvoll verfeinert“ habe. Vor allem in größeren Gruppen sorge die „passable KI“ dafür, dass man „ständig seine Vorgehensweise anpassen […] und alle Vorteile ausnutzen muss, die einem das clevere Leveldesign sowohl in den üppigen Außenarealen als auch den Innenräumen anbietet“. Die Geschichte verliere sich auf dem „Weg zum Finale in zunehmend banaleren Zwischensequenzen“ und sei „selbst für Serienkenner mitunter zu verworren“. Der Titel motiviere vor allem durch sein Gameplay. Die offene Spielwelt hinterlasse allerdings einen zwiespältigen Eindruck. Sie sei zwar eine „konsequente Weiterentwicklung des Halo-Prinzips“, mit dieser standardisierten Umsetzung aber habe man „sich keinen Gefallen getan“. Der grandiose Soundtrack spiele „gekonnt mit alten Themen, neuen Interpretationen und frischen Kompositionen“.
Felix Schütz zieht bei PC Games ein ähnliches Fazit: Der neue Teil sei ein „spannendes neues Kapitel für Halo, auch wenn bei der Open World viel Luft nach oben“ bleibe. Die ersten Stunden könnten dank spannender Story-Ansätze, toller Atmosphäre, klasse Musik und einer wunderschönen Open World regelrecht begeistern, doch „nach einer Weile machte sich auch Ernüchterung breit“. Nebenaufgaben fielen uninspiriert aus oder es fehlten interessante NPC. Auch das Leveldesign enttäusche gelegentlich, wenn man etwa die „schöne Außenwelt“ den „kargen Innenräumen“ gegenüberstelle. Doch auch „wenn ein paar Wünsche offen bleiben, ist Halo Infinite immer noch ein starker“ Titel und „einer der besten Shooter des Jahres“.
Halo Infinite sei ein „großes Spiel“, das „viel zu bieten“ habe, schreibt Matt Miller für Game Informer. Das Spiel zeige  „atemberaubende Umgebungen“ und eine „großartige Science-Fiction-Ästhetik“. Der „prächtige Score“ verbinde gelungen neue und alte Musikstücke miteinander. Die „hervorragende Shooter-Mechanik“ werde von einer neugewonnenen Mobilität und Bewegungsgeschwindigkeit begleitet. Auch dank des Multiplayers falle der Wiederspielwert hoch aus.
Die Neuausrichtung von Halo Infinite habe sich bezahlt gemacht, findet Nicole Carpenter bei Polygon. Zum ersten Mal seit Jahren habe man das Gefühl zu wissen, wohin die Reihe führen solle. Das Spiel fühle sich „ganz wie Halo an“ und gleichzeitig „doch ganz anders“. Was vor allem daran liege, dass man die lineare Erzählstruktur in eine halboffene Welt integriert habe, in der es zwischen den Hauptmissionen viel zu entdecken gebe, und dabei die „Intensität der Kämpfe“ bewahre. Halo Infinite trage sein „schweres Erbe“ mit verdientem Selbstvertrauen. Ein großer Nachteil sei allerdings, dass man die Story-Mission nach Abschluss kein zweites Mal spielen könne, wie es in den vorangegangenen Titeln üblich war.